# Claudine Picardet
Claudine Picardet, född 7 augusti 1735 i Dijon, död 4 oktober 1820 i Paris, var en fransk kemist, mineralog, meteorolog och vetenskaplig översättare. Hon tillhörde sin samtids främsta franska översättare av vetenskaplig litteratur från svenska, engelska, tyska och italienska till franska. Hon stod värd för vetenskapliga salonger i Dijon och Paris, som hon medverkade till att göra till vetenskapliga centrum under en kritisk tid under den så kallade kemiska revolutionen. Hon är även känd som en samlare av meteorologiska data. 